# Ooh Aah... Just a Little Bit
Ooh Aah... Just A Little Bit es un sencillo publicado en 1996 por la cantante australiana Gina G.
El tema representó a Reino Unido en el Festival de la Canción de Eurovisión 1996 celebrado en Oslo. Era la gran favorita pero solo pudo ser octava. Aun así tuvo un gran éxito en varios países. Fue número #1 en Reino Unido, Japón, China e Israel y #5 en Australia entre otros. Así mismo fue #12 en Estados Unidos, #13 en el Rhythmic Top 40, #5 en el Mainstream Top 40, #25 en el Adult Top 40 y #11 en el Hot Dance Music/Maxi-Singles Sales chart.
Más tarde este tema sería nominado a un Grammy por "Best Dance Recording in 1998". Se estima que vendió 1 millón de copias en todo el mundo.

## Temas
UK: CD Maxi
1. Ooh Aah...Just A Little Bit (Motiv8 Radio Edit) (3:24)
2. Ooh Aah...Just A Little Bit (Motiv8 Extended Vocal Mix) (6:43)
3. Ooh Aah...Just A Little Bit (The Next Room's Rip 'Em Up Mix) (6:08)
4. Ooh Aah...Just A Little Bit (Motiv8 Vintage Honey Mix) (6:46)
5. Ooh Aah...Just A Little Bit (The Next Room's Pukka Dub Mix) (6:08)

UK: CD Maxi: Dance Mixes
1. Ooh Aah... Just A Little Bit (Eurovision Song Contest Version) (3:00)
2. Ooh Aah... Just A Little Bit (Motiv8 Vintage Honey Mix) (6:46)
3. Ooh Aah... Just A Little Bit (Jon Of The Pleased Wimmin'... Chase The Space Mix) (7:40)
4. Ooh Aah... Just A Little Bit (The Next Room's Pukka Dub Mix) (5:00)
5. Ooh Aah... Just A Little Bit (Motiv8 Extended Vocal Mix) (6:43)
6. Ooh Aah... Just A Little Bit (Jon Of The Pleased Wimmin'... Face The Bass Mix) (7:40)

US: CD Maxi
1. Ooh Ahh...Just A Little Bit (Motiv8 Radio Edit) (3:24)
2. Ooh Ahh...Just A Little Bit (Jon Of The Pleased Wimmin...Chase The Space Mix) (7:52)
3. Ooh Ahh...Just A Little Bit (The Next Room's Rip 'Em Up Mix) (6:08)
4. Ooh Ahh...Just A Little Bit (Motiv8 Vintage Honey Mix) (6:46)
5. Ooh Ahh...Just A Little Bit (Jon Of The Pleased Wimmin...Face The Base Mix) (7:52)
6. Ooh Ahh...Just A Little Bit (The Next Room's Pukka Dub Mix) (6:08)
7. Ooh Ahh...Just A Little Bit (Motiv8 Extended Vocal Mix) (6:42)

- Datos: Q2418918